# 奧澤爾內 (尼古拉耶夫區)
47°30′34″N 31°56′20″E / 47.50944°N 31.93889°E
奧澤爾內（烏克蘭語：Озерне）是位於烏克蘭南部的村莊，由尼古拉耶夫州尼古拉耶夫區的新敖德薩市鎮負責管轄。該村始建於1924年，面積0.12平方公里，海拔高度94米，2001年人口642，人口密度每平方公里5,177.4人。